# The Who Hits 50! Tour

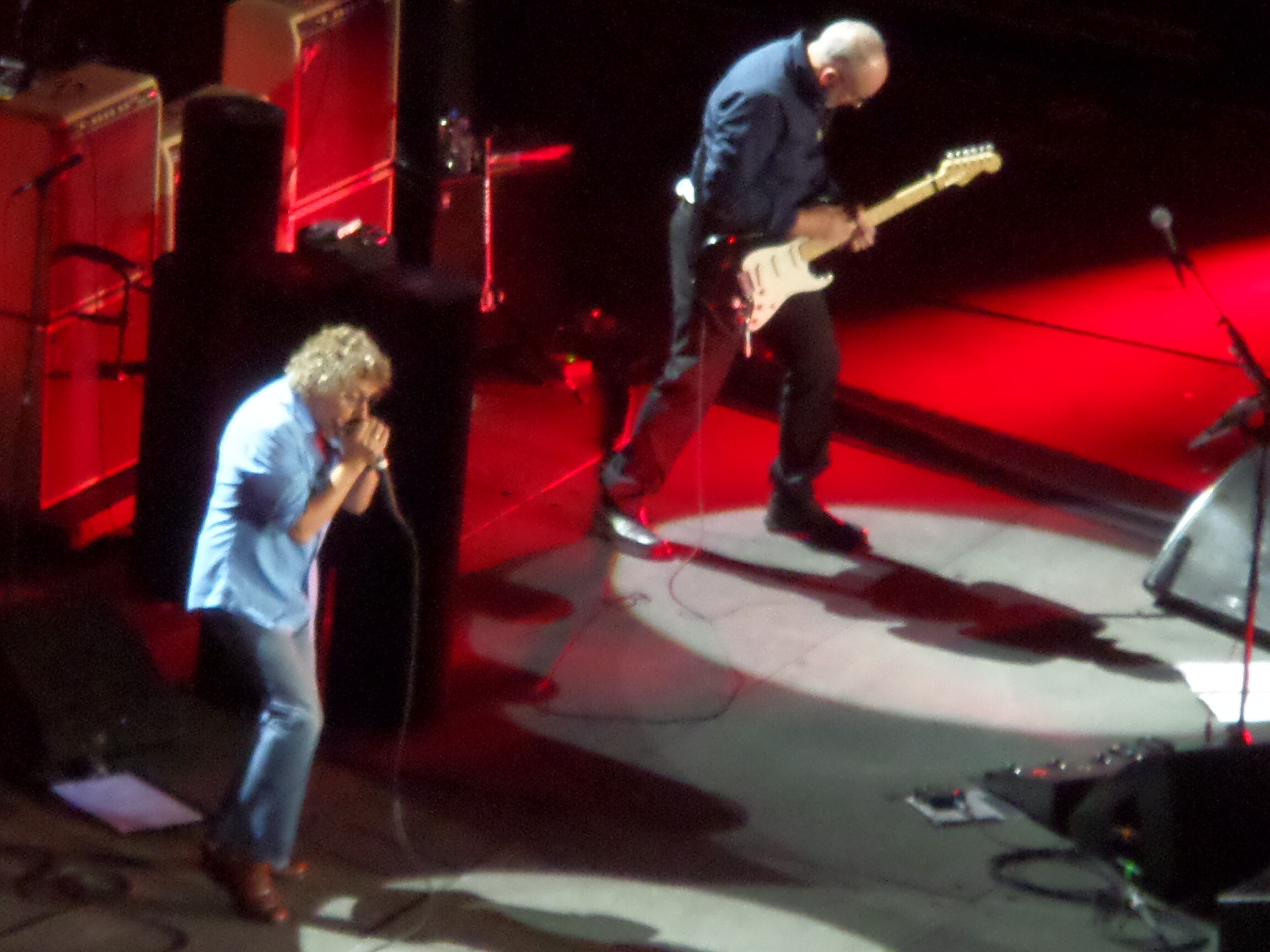
The Who interpretando el tema Baba O'Riley en directo en el Manchester Arena en 2014

The Who's 2014–15 tour es una gira musical también conocida como The Who Hits 50! perteneciente a la banda de rock británica The Who para celebrar su aniversario 50 en la música.

## Lista de canciones
1. "I Can't Explain"
2. "Substitute"
3. "The Seeker"
4. "Who Are You"
5. "The Kids are Alright"
6. "I Can See For Miles"
7. "Pictures of Lily"
8. "So Sad About Us"
9. "Behind Blue Eyes"
10. "You Better You Bet"
11. "Join Together"
12. "I'm One"
13. "5.15"
14. "Bell Boy"
15. "Love, Reign O'er Me"
16. "Eminence Front"
17. "A Quick One (While He's Away)"
18. "Amazing Journey"
19. "Sparks"
20. "Pinball Wizard"
21. "See Me, Feel Me"
22. "Baba O'Riley"
23. "Won't Get Fooled Again"
24. "Magic Bus"

## Lista de conciertos
| Fecha                    | Ciudad                  | País                   | Lugar                                  |
| ------------------------ | ----------------------- | ---------------------- | -------------------------------------- |
| Asia y Reino Unido       |                         |                        |                                        |
| 23 de noviembre de 2014  | Abu Dhabi               | Emiratos Árabes Unidos | du Arena                               |
| 30 de noviembre de 2014  | Glasgow                 | Escocia                | The SSE Hydro                          |
| 2 de diciembre de 2014   | Leeds                   | Inglaterra             | First Direct Arena                     |
| 5 de diciembre de 2014   | Nottingham              | Inglaterra             | Capital FM Arena Nottingham            |
| 7 de diciembre de 2014   | Birmingham              | Inglaterra             | Barclaycard Arena                      |
| 9 de diciembre de 2014   | Newcastle               | Inglaterra             | Metro Radio Arena                      |
| 11 de diciembre de 2014  | Liverpool               | Inglaterra             | Echo Arena Liverpool                   |
| 13 de diciembre de 2014  | Mánchester              | Inglaterra             | Manchester Arena                       |
| 15 de diciembre de 2014  | Cardiff                 | Gales                  | Motorpoint Arena Cardiff               |
| 17 de diciembre de 2014  | Londres                 | Inglaterra             | The O2                                 |
| 18 de diciembre de 2014  | Londres                 | Inglaterra             | The O2                                 |
| 22 de marzo de 2015      | Londres                 | Inglaterra             | The O2                                 |
| 23 de marzo de 2015      | Londres                 | Inglaterra             | The O2                                 |
| 26 de marzo de 2015      | Londres                 | Inglaterra             | Royal Albert Hall                      |
| Estados Unidos           |                         |                        |                                        |
| 15 de abril de 2015      | Tampa                   | Estados Unidos         | Amalie Arena                           |
| 17 de abril de 2015      | Miami                   | Estados Unidos         | AmericanAirlines Arena                 |
| 19 de abril de 2015      | Jacksonville            | Estados Unidos         | Jacksonville Veterans Memorial Arena   |
| 21 de abril de 2015      | Raleigh                 | Estados Unidos         | PNC Arena                              |
| 23 de abril de 2015      | Duluth                  | Estados Unidos         | Arena at Gwinnett Center               |
| 25 de abril de 2015      | Nueva Orleans, Luisiana | Estados Unidos         | New Orleans Jazz and Heritage Festival |
| 27 de abril de 2015      | Austin                  | Estados Unidos         | Frank Erwin Center                     |
| 29 de abril de 2015      | Houston                 | Estados Unidos         | Toyota Center                          |
| 2 de mayo de 2015        | Dallas, Texas           | Estados Unidos         | American Airlines Center               |
| 5 de mayo de 2015        | Kansas City             | Estados Unidos         | Sprint Center                          |
| 7 de mayo de 2015        | St. Louis               | Estados Unidos         | Scottrade Center                       |
| 9 de mayo de 2015        | Louisville              | Estados Unidos         | KFC Yum! Center                        |
| 11 de mayo de 2015       | Nashville               | Estados Unidos         | Bridgestone Arena                      |
| 13 de mayo de 2015       | Rosemont                | Estados Unidos         | Allstate Arena                         |
| 15 de mayo de 2015       | Columbus                | Estados Unidos         | Nationwide Arena                       |
| 17 de mayo de 2015       | Philadelphia            | Estados Unidos         | Wells Fargo Center                     |
| 20 de mayo de 2015       | Uniondale               | Estados Unidos         | Nassau Veterans Memorial Coliseum      |
| 22 de mayo de 2015       | Atlantic City           | Estados Unidos         | Boardwalk Hall                         |
| 24 de mayo de 2015       | Uncasville              | Estados Unidos         | Mohegan Sun Arena                      |
| 26 de mayo de 2015       | Nueva York              | Estados Unidos         | Barclays Center                        |
| 30 de mayo de 2015       | Nueva York              | Estados Unidos         | Forest Hills Tennis Stadium            |
| Europa                   |                         |                        |                                        |
| 21 de junio de 2015      | Belfast                 | Irlanda del Norte      | Odyssey Arena                          |
| 23 de junio de 2015      | Dublín                  | Irlanda                | 3Arena                                 |
| 26 de junio de 2015      | Londres                 | Inglaterra             | Hyde Park                              |
| 28 de junio de 2015      | París                   | Francia                | Zénith de París                        |
| 29 de junio de 2015      | París                   | Francia                | Zénith de París                        |
| 1 de julio de 2015       | Ámsterdam               | Países Bajos           | Ziggo Dome                             |
| 5 de julio de 2015       | Londres                 | Inglaterra             | The Royal Albert Hall                  |
| Norteamérica             |                         |                        |                                        |
| 14 de septiembre de 2015 | San Diego               | Estados Unidos         | Valley View Casino Center              |
| 16 de septiembre de 2015 | Anaheim                 | Estados Unidos         | Honda Center                           |
| 19 de septiembre de 2015 | Paradise                | Estados Unidos         | The Colosseum at Caesars Palace        |
| 21 de septiembre de 2015 | Los Ángeles             | Estados Unidos         | Staples Center                         |
| 23 de septiembre de 2015 | Oakland                 | Estados Unidos         | Oracle Arena                           |
| 25 de septiembre de 2015 | Portland                | Estados Unidos         | Moda Center                            |
| 27 de septiembre de 2015 | Seattle                 | Estados Unidos         | KeyArena                               |
| 29 de septiembre de 2015 | Vancouver               | Canadá                 | Rogers Arena                           |
| 1 de octubre de 2015     | Calgary                 | Canadá                 | Scotiabank Saddledome                  |
| 3 de octubre de 2015     | Edmonton                | Canadá                 | Rexall Place                           |
| 6 de octubre de 2015     | Saskatoon               | Canadá                 | SaskTel Centre                         |
| 8 de octubre de 2015     | Winnipeg                | Canadá                 | MTS Centre                             |
| 10 de octubre de 2015    | Minneapolis             | Estados Unidos         | Target Center                          |
| 13 de octubre de 2015    | Milwaukee               | Estados Unidos         | BMO Harris Bradley Center              |
| 15 de octubre de 2015    | Chicago                 | Estados Unidos         | United Center                          |
| 17 de octubre de 2015    | Detroit                 | Estados Unidos         | Joe Louis Arena                        |
| 19 de octubre de 2015    | Toronto                 | Canadá                 | Air Canada Centre                      |
| 21 de octubre de 2015    | Toronto                 | Canadá                 | Air Canada Centre                      |
| 23 de octubre de 2015    | Pittsburgh              | Estados Unidos         | Consol Energy Center                   |
| 25 de octubre de 2015    | Newark                  | Estados Unidos         | Prudential Center                      |
| 27 de octubre de 2015    | Nueva York              | Estados Unidos         | Madison Square Garden                  |
| 29 de octubre de 2015    | Boston                  | Estados Unidos         | TD Garden                              |
| 1 de noviembre de 2015   | Washington D. C.        | Estados Unidos         | Verizon Center                         |
| 4 de noviembre de 2015   | Philadelphia            | Estados Unidos         | Wells Fargo Center                     |